# People Records
People Records var en skivetikett som ägdes och drevs av James Brown. Han startade etiketten 1971 och släppte singeln Escape-ism i maj det året. På denna etikett släppte Brown bland annat skivor med sitt eget band The J.B.'s och med Lyn Collins. Det släpptes 9 album och över femtio singlar på People Records och när den lades ner 1976 var det den etikett som hade klarat sig längst av Browns alla skivetiketter.